# 韦拉尔格
韦拉尔格（法語：Vérargues，法語發音：[veʁaʁɡ]）是法国埃罗省的一个旧市镇，位于该省东部，属于蒙彼利埃区。2019年1月1日，韦拉尔格与市镇圣克里斯托尔合并为新市镇昂特尔维涅。

## 地理
韦拉尔格（43°42'58"N, 4°5'59"E）面积5.51 平方千米，位于法国奧克西塔尼大區埃罗省，该省份为法国南部沿海省份，南濒地中海，西南接奥德省，西北接塔恩省和阿韦龙省，东北与加尔省接壤。
与韦拉尔格接壤的市镇（或旧市镇、城区）包括：吕内勒维耶勒、圣克里斯托尔、圣塞列斯、萨蒂拉尔格。
韦拉尔格的时区为UTC+01:00、UTC+02:00（夏令时）。

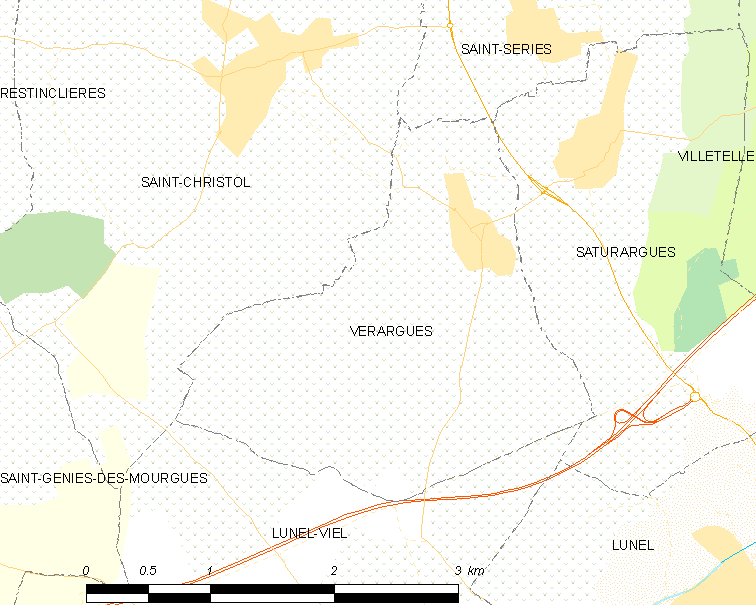
韦拉尔格的OSM定位图

## 行政
韦拉尔格的邮政编码为34400，INSEE市镇编码为34330。

## 政治
韦拉尔格所属的省级选区为吕内勒县。

## 交通
埃罗省省道D110线经过境内。

## 人口

1962-2008年间韦拉尔格人口变化图示

韦拉尔格于2018年1月1日时的人口数量为748人。